# Encuadernación de tapa blanda

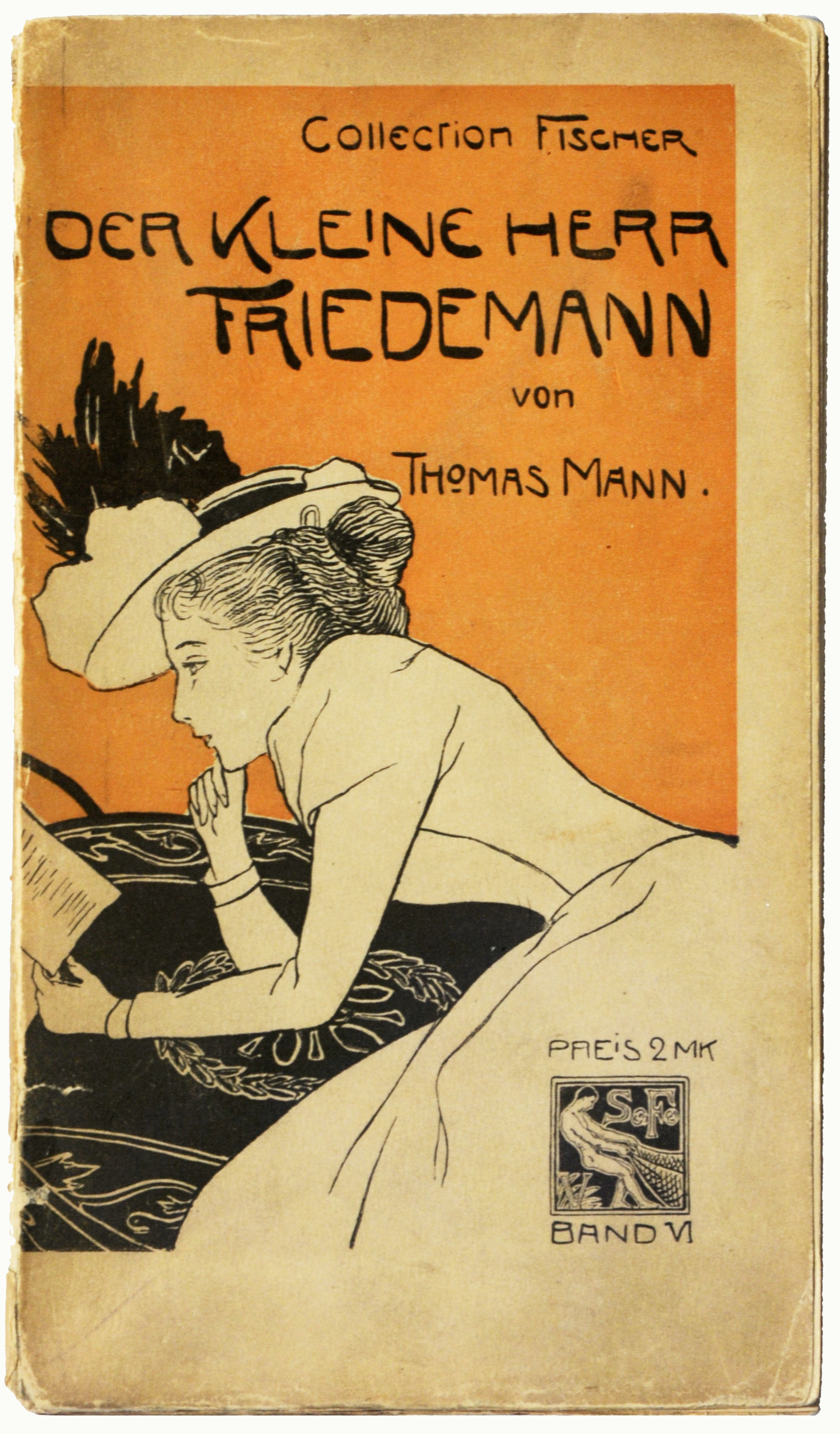
Ejemplo

La encuadernación en rústica (o a la rústica), conocida popularmente como «encuadernación de tapa blanda», es un tipo de encuadernación en la que el libro, cosido o encolado, está forrado simplemente con una cubierta de papel o de cartón, generalmente fuerte aunque no necesariamente rígida, y encolada al lomo.
En los últimos años del siglo XIX comienzan a aparecer editoriales que emplearon la técnica de la encuadernación en rústica y la publicación editorial masiva para comercializar ejemplares literarios de forma barata, y por tanto accesible a personas con menor capacidad económica. El consumo de estos productos aumentó debido a la disminución de la tasa de analfabetismo, en respuesta al creciente desarrollo económico que necesitaba trabajadores con mayor formación. Este tipo de publicaciones eran además más propicias para el intercambio y el préstamo (por una pequeña cantidad de calderilla) en quioscos, ya que su escaso valor económico, su abundancia y su escasa durabilidad física no motivaban el coleccionismo.
Las primeras publicaciones de revistas pulp (de pulpa de papel), baratas y de consumo popular, se especializaban en narraciones e historietas de diferentes géneros de la literatura de ficción. Generalmente los libros de este modo encuadernados son los de ediciones baratas, ya que una encuadernación de este tipo es mucho más económica que una encuadernación cartoné (de cubiertas rígidas). Si además las hojas no se cosen sino que solamente se pegan, el coste de la pieza es menor. Por esta misma razón el papel en este tipo de libros suele ser de baja calidad.
Habitualmente en la comercialización de libros se distingue entre las encuadernaciones «de tapa dura» y las encuadernaciones «de tapa blanda»: la primera recibe el nombre de encuadernación cartoné y la segunda recibe varios nombres según el sistema empleado; por ejemplo el nombre de encuadernación en rústica o encuadernación grapada. La encuadernación en rústica existe desde mediados del siglo XIX, pero se popularizó alrededor de 1930. Las ediciones de bolsillo usan casi sistemáticamente la encuadernación en rústica. Los comic books son también un buen ejemplo de este tipo de encuadernación. La calidad de las páginas interiores del libro (calidad del papel, cosido, imprimación, etc.) es independiente del tipo de cubierta elegido. Muchas veces la misma edición solo se diferencia por las tapas en cartoné o rústica. La encuadernación grapada es de varios tipos, la más sencilla consiste en una única grapa que fija a la vez, las hojas del cuaderno y las tapas.

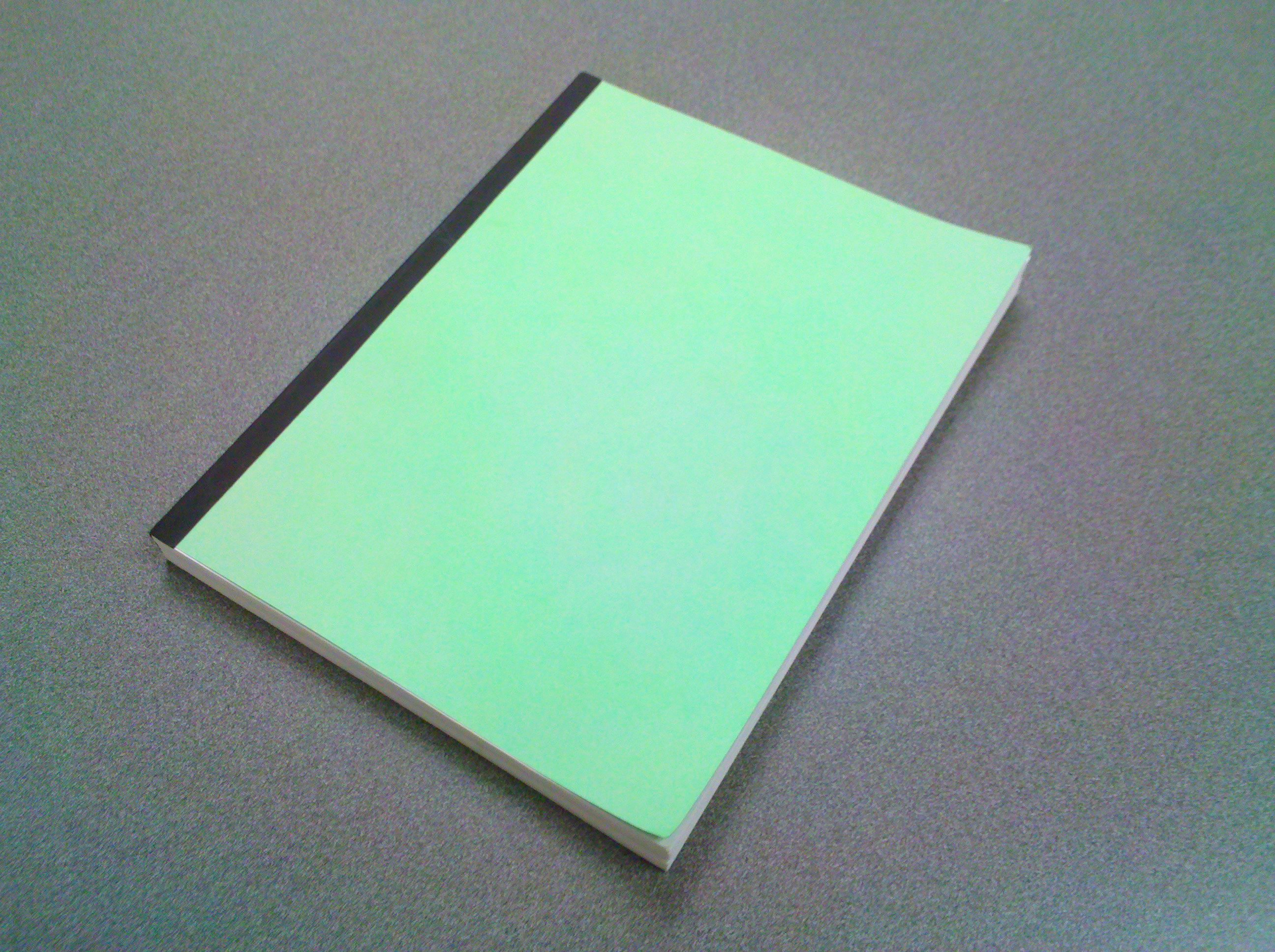
Libro encuarnado a tapa blanda verde

Las encuadernaciones en rústica o de tapa blanda pueden ser de varios tipos:
- Rústica fresada o encolada a la americana:[nota 1] Se hace un taco con las hojas que forman el libro o la revista alzadas en orden, se fresa el lomo, se encola y se pega la cubierta. Es el tipo de encuadernación más barata, si el producto no va a tener una vida útil muy prolongada, ya que es la más débil.

- Rústica PUR: Siguiendo el mismo procedimiento que la rústica fresada, se utiliza otro tipo de cola de mayor densidad y resistencia que sujeta con más firmeza las hojas, consiguiendo una mayor duración de la encuadernación del libro o revista. Este tipo de encuadernación tiene la consistencia de la rústica cosida.

- Rústica cosida: Se cosen los pliegos, uniéndolos entre sí en bloque según la paginación del libro o revista, y se aplica cola caliente para unirlos junto a la portada. Este tipo de encuadernación es el que queda más resistente de las rústicas y el que ofrece mayor calidad. Consecuentemente, también es el más caro de los tipos de encuadernación en rústica. Su mayor diferencia con la encuadernación en tapa o cartoné, es lógicamente la menor resistencia de la cubierta (papel grueso o cartón flexible) comparada con la de tapa (cartón rígido forrado con papel, tela, piel, etc.).